# Guelmim
Guelmim (em árabe: ڭلميم; em tifinague: ⴳⵓⵍⵎⵉⵎ), é uma cidade e município do sudoeste de Marrocos, capital da província de Guelmim e parte da região de Guelmim-Oued Noun. Situada 200 km a sul de Agadir, a 110 km de Tiznit, próximo do sopé do extremo sudeste da cordilheira do Antiatlas e a 30 km da costa do Oceano Atlântico, a cidade tinha 118 318 habitantes em 2014.
Diz-se que a origem do nome é "Aguelmin", que é uma palavra amazigue que significa "presença de água".
Antigamente chamada de Goulimine, Guelmim é muitas vezes considerada como a "porta do Saara" de Marrocos. A cidade foi outrora um centro de caravanas na rota de Tombuctu. Hoje continua a ser um lugar importante de comércio e de trocas de bens entre as populações sedentários e os nómadas do deserto. É em Guelmim que tem lugar o maior soco (mercado) periódico de camelos de Marrocos, conhecido como Amhayrich, que se realiza todos os sábados. O mercado é atualmente um soco comum, virado quase exclusivamente para consumidores locais e produtos do dia-a-dia, mas ainda se negociam muitos camelos.
Quando os hippies "descobriram" certos tipos de missangas coloridas africanas em Guelmim nos anos 1960, elas ficaram conhecidas como "missangas de Goulamine" (em inglês: Goulamine beads), apesar delas na realidade serem fabricadas na Europa, principalmente em Veneza.

## Demografia
O crescimento demográfico da população do município é o seguinte:
| 2004   | 2014    |
| ------ | ------- |
| 95 599 | 118 318 |

### Línguas
Em 2014 a língua mais falada pela população do município era o Árabe marroquino (Darija), falada por 88,3% da população; seguida pela língua Xélia (Tachelhit), falada por 33,9% da população; pelo Árabe hassani (o dialeto árabe dos mouros comum aos mauritanos), falado por 26,3% da população e pelo Tamazight falado por 1,5%.

### Tribos
Nas zonas em volta da cidade há diversas tribos, entre as quais se destacam os Aït-Moussa-Ali, Ait Oussa, Azwafit, Aït-Yassin, Aarib (Nwaji)., Aït-Lahcen, Aït-Baamran (Sbouya), Doublal  e Awlad Jallal.

## História
Desde pelo menos o século XI que a cidade foi um centro comercial, destino de grandes caravanas provenientes sobretudo da Mauritânia e do Senegal, que atravessavam o Saara para comprar e vender principalmente camelos, sal e produtos de origem animal. O negócio de camelos foi especialmente importante. Guelmim chegou a ter o maior mercado de camelos de toda a África, chegando a concentrar entre 20 e 30 mil animais para venda. Nos anos 1960 ainda se vendiam cerca de 500 camelos por semana, mas com a interrupção das ligações para o sul devido ao conflito do Saara Ocidental, o mercado perdeu muita da sua importância, tendo-se tornado um soco comum, apesar da venda de camelos, ovelhas e cabras ainda ser importante a nível regional.

## Clima
O clima de Guelmim é do tipo pré-saariano, seco e árido, com as temperaturas a benificiar da influência oceânica. A temperatura média varia entre 12°C no inverno e os 30°C no verão, mas é comum ultrapassar os 40°C e baixar abaixo de 5°C. A precipitação média anual é de 217 mm, menos de metade da média nacional marroquina de 450 mm.

## Agricultura
A agricultura constitui a principal atividade económica da região. Os sistemas agrícolas encontram-se principalmente nos palmeirais, como o dos oásis de Aït Bekkou (considerado o mais espetaculares de todos os oásis da região de Guelmim), 10 km a sudeste da cidade, Abaynou (Abbainou), 10 km a nordeste da cidade, de Zriouila, a 25 km, na estrada para Tan-Tan, ou ainda os oásis de Tighmert e Asrir.

## Turismo e eventos

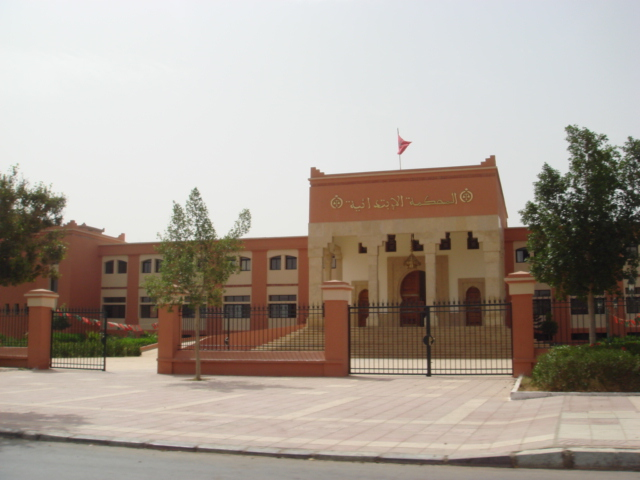
Palácio da Justiça de Guelmim

O turismo tem vindo a expandir-se, nomeadamente na área de Abaynou (Abbainou), onde há uma estância termal alimentada por nascentes onde a água brota a 28°C. A extensa Plage Blanche (Praia Branca), com os seus cerca de 60 km de areal branco, é outro dos polos de atração para os visitantes. Situada a cerca de 30 km a sudoeste da cidade, há planos para torná-la uma grande estância turística com mais de 30 000 camas (o chamado "Plano Azur 2010"). Perto da Plage Blanche situa-se o Forte Bou-Jerif, uma antiga fortaleza da Legião Estrangeira Francesa construída à beira do oued Assaka a 13 km do mar, num local descrito como muito romântico na literatura turística.
Segundo alguns guias turísticos (outros discordam), o antigo soco semanal de camelos, realizado a um quilómetro da cidade, na estrad para Tan-Tan, continua a ser muito autêntico, ao contrário dos mercados de outras cidades marroquinas, nas quais os socos se viraram, em maior ou menor grau, para a venda de lembranças a turistas. Apesar do negócio de camelos ser uma sombra pálida do que foi noutros tempos, ainda se vendem esses animais, que noutros locais apenas são levados aos socos com os turistas em mente. Uma das características típicas do mercado é a presença dos tuaregues vestidos de azul da tribo dos reguibates, do vale do Drá, os chamados homens azuis (hommes bleue em francês). Atualmente muitos dos homens vestido com as roupas tradicionais azuis são na realidade locais que se vestem assim para os turistas, mas o grande moussem (festival) anual ainda é frequentado por muitos autênticos tuaregues.
O oásis dos arredores, nomeadamente o de Aït Bekkou e Asrir, 10 km a sudeste da cidade, também atraem alguns turistas. A cidade propriamente dita, apesar de por vezes ser apresentada como fazendo lembrar Marraquexe pelos seus edifícios vermelhos, não é especialmente bela, sendo uma cidade sobretudo administrativa, uma função que mantém desde os tempos do Protetorado Francês de Marrocos, quando era sede de uma guarnição militar importante e cidade fronteiriça com o Saara Espanhol. O único verdadeiro monumento da cidade é o palácio do Caid Dahman Takni.
As principais festividades tradicionais de Guelmim são as corridas de camelos, que decorrem todos os anos no final de junho ou início de julho e as festas em honra dos santos muçulmanos locais, Sidi Al Gahzis e Sidi Hamed Ben Amar M`, realizadas em maio e julho. Durante as festas, é comum haver espetáculos de guédra, uma dança tradicional da região que também dá nome a um instrumento musical, uma espécie de tambor de cerâmica. Outra dança típica é o ahouache.

## Cidades-gémeas
- Tanzânia, Rikoua
- Costa do Marfim, Marcory